# Hervormd-Gereformeerde Staatspartij
De Hervormd-Gereformeerde Staatspartij was een orthodox-protestantse, anti-Roomse partij, die streefde naar een protestants Nederland op Nederlands-Hervormde leest geschoeid, dat geregeerd moest worden volgens Bijbelse normen. De partij werd opgericht in 1921.
De HGSP was van 1925 tot en met 1937 met één afgevaardigde als oppositiepartij in de Tweede Kamer vertegenwoordigd. Na de Tweede Wereldoorlog keerde de partij niet terug, al is de Protestantse Unie die in 1946 aan de verkiezingen meedeed, enigszins als opvolger te beschouwen.
Grote voorman van de HGSP was dominee Lingbeek.

## Beginselen
De HGSP was fel anti-Rooms en vond dat Nederland een op grond van de Bijbel geregeerde protestantse natie moest worden. Zij richtte zich in felle bewoordingen tegen de coalitie van ARP en CHU met de rooms-katholieken en verwierp de scheiding van kerk en staat en de parlementaire democratie.
Het beginselprogramma werd in de vorm van de Tien Geboden uitgewerkt. Het Eerste Gebod (Gij zult geene andere goden voor mijn aangezicht hebben) werd bijvoorbeeld 'vertaald' in het afwijzen van Plutos (geldmacht), Demos (volkswil) en Ochlos (proletariaat). Andere 'Geboden' richtten zich tegen het rooms-katholieke kerkelijk huwelijk, tegen katholieke heiligenbeelden, en tegen 'stelen' door werkweigerende arbeiders en door uitbuitende werkgevers. De partij vond het vrouwenkiesrecht in beginsel weliswaar in strijd met de roeping van de vrouw, maar riep Protestantse vrouwen toch op te gaan stemmen. Door deze de facto erkenning van het actief vrouwenkiesrecht onderscheidde de partij zich van de Staatkundig Gereformeerde Partij (SGP) die in deze periode een tegenstander was van actief vrouwenkiesrecht.

## Historische ontwikkeling
De HGSP ontstond nadat katholieken in Amsterdam een protestoptocht hadden gehouden tegen het processieverbod. Enkele Amsterdamse predikanten grepen die gebeurtenis aan om te waarschuwen voor 'het Roomse gevaar'. Na een oproep waarop enkele positieve reacties waren ontvangen, werd op 13 oktober 1921 de HGSP opgericht. Voorzitter werd Henricus Eskelhoff Gravemeijer.
In 1922 deed de HGSP voor het eerst mee aan de Tweede Kamerverkiezingen met de Amsterdamse hoofdonderwijzer T.A. Hagen (1880-1951) als lijsttrekker. De partij behaalde 0,69% van de stemmen, onvoldoende voor een zetel in de Tweede Kamer van de Staten-Generaal. In 1925 behaalde zij een zetel. De zetel werd bezet door ds. Casper Andries Lingbeek (1925-1932; 1933-1937) en Bate Gerrit Peereboom (1932-1933). Deze zetel ging in 1937 verloren.
De partij was van 1923 tot 1935 met 1 of 2 zetels vertegenwoordigd in Provinciale Staten in Zuid-Holland. Ook had de HGSP in deze periode zetels in een aantal gemeenteraden, waaronder Den Haag, Arnhem en Vianen.
Na de Tweede Wereldoorlog ging de voormalige HGSP samen met een groep (ontevreden) oud-CHU'ers. Zij richtten de Protestantse Unie op, die in 1946 zonder succes aan de verkiezingen deelnam.

## Lingbeek
Voorman van de HGSP was de Hervormde predikant Casper Andries Lingbeek. Hij beschikte over een grote welsprekendheid, en kreeg mede daardoor landelijke bekendheid. Nadat hij in 1932 als predikant in Urk was beroepen, verliet hij de Tweede Kamer. Een jaar later keerde hij echter alweer terug, omdat zijn opvolger, B.G. Peereboom, weinig indruk had gemaakt.

## Electoraat
De HGSP had haar aanhang vooral onder de rechtervleugel van de Nederlandse Hervormde Kerk (Confessionele Vereniging). Op haar hoogtepunt (1933) werden bijna 36.000 stemmen (1,1%) gehaald. Gemiddeld lag haar aanhang rond de 30.000 (0,9%). De partij had vooral aanhangers in Noord- en Zuid-Holland, met name in de kieskringen Amsterdam, Rotterdam, Den Haag, Dordrecht en Leiden. Buiten het westen was voor de HGSP vooral de kieskring Arnhem belangrijk.
De leiding van de partij lag vrijwel geheel in handen van predikanten van de Confessionele Vereniging.

## Voorzitters
| Voorzitter                         | periode     |
| ---------------------------------- | ----------- |
| Ds. Henricus Eskelhoff Gravemeijer | 1921 - 1936 |
| Ds. Casper Andries Lingbeek        | 1937 - 1939 |
| Ds. Lambert Boer                   | 1939 - 1940 |

## Vooraanstaande leden
- Ds. Lambert Boer (1883-?), partijvoorzitter 1939-1840
- Ds. Henricus Eskelhoff Gravemeijer (1878-1967), partijvoorzitter 1921-1936
- Ds. Koeno Gravemeijer (1883-1970), bestuurslid
- Teunis Antonie Hagen (1880-1951), lijsttrekker Tweede Kamerverkiezingen 1922
- Ds. Casper Andries Lingbeek (1867-1939), Tweede Kamerlid 1925-1932, 1933-1937; partijvoorzitter 1937-1939
- Lt. Bate Gerrit Peereboom (1900-1944), Tweede Kamerlid 1932-1933; secretaris HGSP 1933-1936
- Ds. Herman Otto Roscam Abbing (1874-1939), bestuurslid